# Trofeo Lizárraga
El Trofeo Lizárraga es un torneo amistoso de fútbol que organiza Sport Boys de manera anual en memoria de su fundador Gualberto Lizárraga y se disputa en el inicio de cada temporada para presentar a su nuevo plantel deportivo. Lleva su actual nombre desde 2024 y tiene como precedente a la Tarde Rosada o Noche Rosada, un partido amistoso de presentación que el club instituyó en 2010.

## Ediciones

### 2010
En la primera edición la jornada de presentación se llamó Noche Rosada y tuvo como invitado a Atlético Bucaramanga de Colombia.
| 30 de enero de 2010 | Sport Boys        | 1:0 | Atlético Bucaramanga | Estadio Miguel Grau, Callao |  |
|                     | Víctor Rossel 37' |     |                      |                             |  |

### 2011
En esta edición se puso en juego la Copa Valeriano López y tuvo como invitado a Deportes Antofagasta de Chile.
| 5 de febrero de 2011 | Sport Boys              | 1:0 | Deportes Antofagasta | Estadio Miguel Grau, Callao |  |
|                      | Francisco Hernández 42' |     |                      |                             |  |

### 2012
| 11 de febrero de 2012 | Sport Boys        | 1:2 | Universidad César Vallejo             | Estadio Miguel Grau, Callao |  |
|                       | Jair Yglesias 80' |     | Roberto Jiménez 30' · Johan Sotil 43' |                             |  |

### 2013
| 30 de marzo de 2013 | Sport Boys                            | 2:0 | Deportivo Municipal | Estadio Miguel Grau, Callao |  |
|                     | Leandro Franco 47' · Joseph Muñoz 67' |     |                     |                             |  |

### 2015
| 28 de marzo de 2015 | Sport Boys           | 1:0 | Universitario | Estadio Miguel Grau, Callao |  |
|                     | Nicolás Strobach 56' |     |               |                             |  |

### 2016
En esta edición la jornada de presentación se llamó Tarde Rosada y tuvo como invitado a la Universidad San Martín.
| 17 de abril de 2016 | Sport Boys | 2:2 | Universidad San Martín | Estadio Miguel Grau, Callao |  |

### 2017
| 4 de marzo de 2017 | Sport Boys | 2:1 | Chapecoense (sub-23) | Estadio Nacional, Lima |  |

### 2018
| 25 de enero de 2018 | Sport Boys | 0:0 | Monarcas Morelia (Reserva) | Estadio Nacional, Lima |  |

### 2019
| 3 de febrero de 2019 | Sport Boys | 0:0 | Universidad César Vallejo | Estadio Miguel Grau, Callao |  |

### 2020
| 23 de enero de 2020 | Sport Boys | 0:0 | Peñarol (Reserva) | Estadio Universidad San Marcos, Lima |  |

### 2024
A partir de esta edición se pone en juego el Trofeo Lizárraga.
| 21 de enero de 2024 | Sport Boys                                       | 3:1 | The Strongest      | Estadio Miguel Grau, Callao |  |
|                     | Jesús Barco 40' 45' · Maximiliano Amondarain 56' |     | Michael Ortega 18' |                             |  |

### 2025
| 23 de enero de 2025 | Sport Boys            | 1:1 (5:3 pen.) | Junior             | Estadio Miguel Grau, Callao |  |
|                     | Alejandro Hohberg 45' |                | José Enamorado 10' |                             |  |